# Drop Zone (soundtrack)
Drop Zone (Original Motion Picture Soundtrack) is de originele soundtrack, gecomponeerd door Hans Zimmer voor de film Drop Zone uit 1994 van John Badham. Het album werd uitgebracht op 20 december 1994 door Varèse Sarabande.

## Drop Zone (Original Motion Picture Soundtrack)
Aanvullende muziek werd gecomponeerd door Nick Glennie-Smith. Het album werd opgenomen en gemixt door Alan Meyerson bij Media Ventures. Marc Streitenfeld was assistent van Zimmer.
De muziek uit de film (Too Many Notes, Not Enough Rest) is ook te horen in de trailer Pirates of the Caribbean: The Curse of the Black Pearl.

### Tracklijst
| Nr. | Titel                             | Geschreven         | Duur  |
| --- | --------------------------------- | ------------------ | ----- |
| 1.  | Drop Zone                         | Hans Zimmer        | 1:44  |
| 2.  | Hyphopera – Randelle K. Stainback | Ryeland Allison    | 1:40  |
| 3.  | Hijack                            | Hans Zimmer        | 4:34  |
| 4.  | Terry's Dropped Out               | Hans Zimmer        | 1:01  |
| 5.  | Flashback & Fries                 | Nick Glennie-Smith | 4:20  |
| 6.  | Miami Jump                        | Hans Zimmer        | 5:14  |
| 7.  | Too Many Notes, Not Enough Rest   | Hans Zimmer        | 10:39 |
| 8.  | After The Dub                     | Hans Zimmer        | 8:06  |

## Drop Zone (Music From The Motion Picture)
Drop Zone (Music From The Motion Picture) is de tweede soundtrack, gecomponeerd door Hans Zimmer voor de film Drop Zone uit 1994 van John Badham. Het album werd geremasterd uitgebracht als Deluxe Edition in een beperkt aantal exemplaren van 1.500 stuks op 30 maart 2021 door Quartet Records.

### Tracklijst
| Nr. | Titel                                 | Geschreven                       | Duur  |
| --- | ------------------------------------- | -------------------------------- | ----- |
| 1.  | Drop Zone                             | Hans Zimmer                      | 1:55  |
| 2.  | Bring the Cats* / Hi Jack*            | Hans Zimmer & Nick Glennie-Smith | 7:28  |
| 3.  | Terry’s Dropped Out                   | Hans Zimmer                      | 1:01  |
| 4.  | Florida Keys* / Jagger*               | Hans Zimmer & Nick Glennie-Smith | 2:29  |
| 5.  | Falling Out of the Sky*               | John Van Tongeren                | 1:31  |
| 6.  | Leedy Jumps*                          | Nick Glennie-Smith               | 1:20  |
| 7.  | Ty Computes*                          | Hans Zimmer & Nick Glennie-Smith | 0:32  |
| 8.  | Flashbacks & Fries                    | Nick Glennie-Smith               | 4:23  |
| 9.  | Miami Jump                            | Hans Zimmer                      | 5:14  |
| 10. | Find Swoop* / Ex. Chute* / Foul Play* | Hans Zimmer                      | 3:07  |
| 11. | Helicopter*                           | Hans Zimmer & Nick Glennie-Smith | 1:52  |
| 12. | Gift Wrap*                            | Hans Zimmer & Nick Glennie-Smith | 2:16  |
| 13. | Cut the Cord*                         | Hans Zimmer & Nick Glennie-Smith | 1:12  |
| 14. | Too Many Notes (Not Enough Rests)     | Hans Zimmer                      | 11:09 |
| 15. | After the Dub**                       | Hans Zimmer                      | 13:39 |
| 16. | Swoop Swoops Down on Leedy*           | Hans Zimmer & Nick Glennie-Smith | 1:20  |
| 17. | Helicopter (Alternate)*               | Hans Zimmer & John Van Tongeren  | 1:57  |
| 18. | Hi Jack (Album Version)               | Hans Zimmer                      | 4:32  |
| 19. | Hyphopera (Instrumental)*             | Ryeland Allison                  | 0:55  |

```
*niet eerder uitgebracht / **bevat niet eerder uitgebracht materiaal
```

## Personeel
- Bob Daspit – gitaar
- Nick Glennie-Smith – keyboard
- Pete Haycock – gitaar
- Jeff Rona – keyboard
- Rose Stone – zang
- John Van Tongeren – keyboard
- Walter Fowler – trompet
- Hans Zimmer – keyboard